# Портарлингтон (Виктория)
Портарлингтон — прибрежный городок с богатой историей, расположенный на полуострове Белларин, в 28 км от города Джелонг, в штате Виктория, Австралия. Местное население разнообразно и включает в себя широкий спектр этнических групп, высокую долю пенсионеров и большой приток сезонных отпускников. На пологих холмах позади города произрастают виноградники и оливковые рощи, а из окон открывается захватывающий панорамный вид на залив Порт-Филлип. Портарлингтон является популярным местом семейного отдыха, центром рыбной ловли и аквакультуры (мидии). В свое время город претендовал на звание самой большой стоянки для кемпинга в Южном полушарии, хотя за последние десятилетия её размеры значительно сократились. С прямым паромным сообщением до города Мельбурн Портарлингтон также исторически привлекает пляжами полуострова Белларин туристов и любителей серфинга.

## История

### Коренные жители
Район вокруг Портарлингтона изначально был заселен аборигенами племени Wathaurung. Свидетельства пребывания человека (кьёккенмединги) можно найти вдоль линии утесов Портарлингтона. Останки раковин мидий являются доминирующим доказательством важности этого вида биоресурсов для этой области, в том числе в доисторические времена. В Портарлингтоне был найден каменный топор с заточенным краем. Каменный артефакт так же был найден на соседнем участке, но был уничтожен с течением времени. Ещё один каменный артефакт был обнаружен в Пойнт Ричардс, на западе города.

### Европейские открытия и исследования

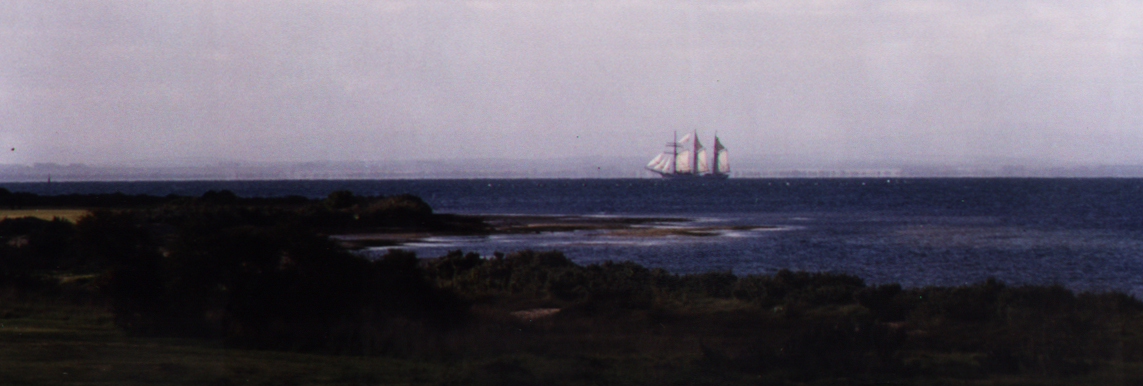
Шхуна Alma Doppel отчалившая от Грасси Пойнт в Портарлингтоне в 1997 году

Район Порт-Филлип впервые был исследован европейцами в январе 1802 года, когда лейтенант Джон Мюррей провел три недели, исследуя вход в бухту. Но убедительных доказательств того, что в тот момент он высадился в Портарлингтоне нет. Десять недель спустя английский исследователь Мэтью Флиндерс разбил лагерь в Индентед-Хед, в 6 км к юго-востоку от Портарлингтона, где он торговал с аборигенами, проводя обследование австралийского побережья. Впоследствии он несколько раз ненадолго высаживался на побережье полуострова, чтобы сориентироваться, в том числе в районе Портарлингтона (где он делил обед с аборигенами), а также в Пойнт-Ричардс. В феврале 1803 года генерал-геодезист Чарльз Граймс высадился со своего корабля Cumberland в Портарлингтоне с экспедицией и провел несколько дней, исследуя береговую линию залива до Пойнт-Кука. Он со своей командой были поражены прекрасными пастбищами и почвой на Беллариновых холмах. Они отплыли обратно из Пойнт-Кука в Портарлингтон и снова высадились на берег, где их встретили аборигены. Они торговали едой и посудой, однако в их отсутствие с их лодки были украдены другие припасы. В то время были отмечены некоторые признаки оспы среди местных жителей. Если не считать вероятных скитаний высланного английского каторжника Уильяма Бакли, который жил среди народа Wautharong вокруг полуострова Белларин в течение 32 лет после побега в 1803 году, европейцы мало контактировали с этим районом до прибытия первопроходца-поселенца Джона Бэтмана и его экспедиции Ассоциации Порт-Филлип в 1835 году. Бэтман разбил базовый лагерь в Индентед-Хед и приступил к межеванию внутренних районов полуострова. Бэтман написал блестящие отчеты о пастбищах и потенциале Белларинских холмов (которые он назвал «хребтом Веджа»), с целью привлечения интереса к созданию овечьих пастбищ в районе Порт-Филлип. Дальнейшие исследования были проведены Джоном Хелдером Веджем позже в 1835 году, при поддержке Бэтмана, и Ведж, как полагают, снова прошёл через окрестности Портарлингтона. На него также произвела большое впечатление местность, которую он назвал «Балларин», но, обнаружив нехватку пресной воды, он направил своё внимание в другое место. Когда в августе 1835 года на борту шхуны Enterprize прибыла первая организованная группа поселенцев с Тасмании, они отправились на поиски хорошо обводнённых северных районов Порт-Филлипа, расположенных вокруг реки Ярра. Ведж и группа Бэтмана быстро покинули Белларин и Индентед-Хед и последовали за ними туда.

### Поселение

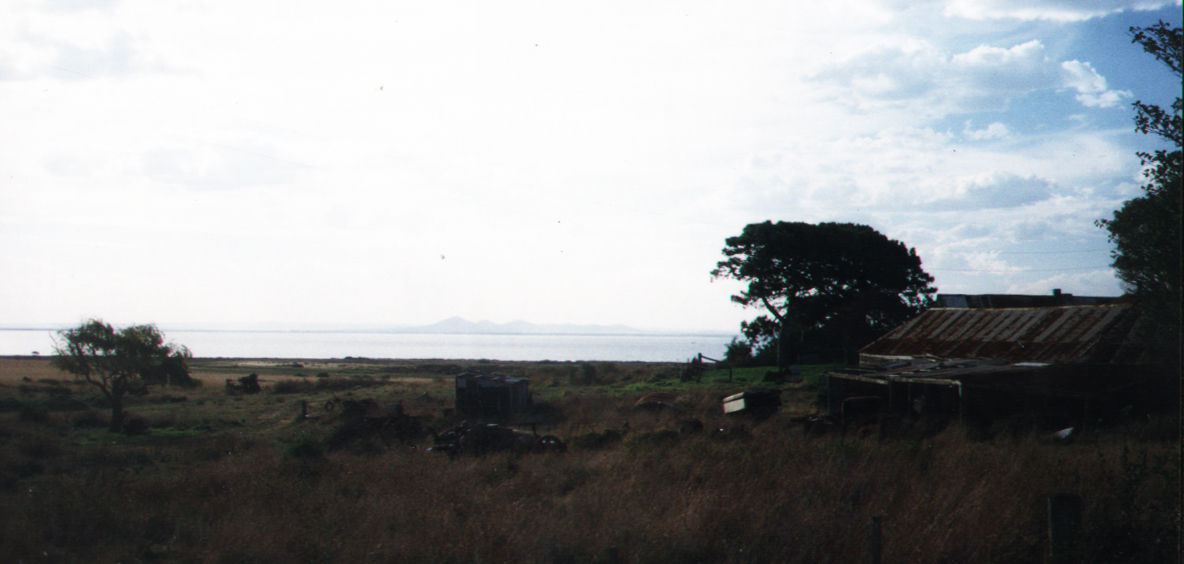
Вид на гранитные хребты с фермы Линкольна

Когда были распределены владения Ассоциации Порт-Филлип, полуостров Белларин был передан её члену, Джону Синклеру, который был управляющим инженерным депо в Лонсестоне. Синклер был ранен в феврале 1837 года, когда он приехал в Порт-Филлип и попытался посетить свою собственность. Два его спутника, Джозеф Геллибранд и Георг Гессе, продолжавшие путешествие без него, бесследно исчезли, и их поиски не увенчались успехом. Синклер был эвакуирован обратно в Мельбурн из Пойнт-Генри и больше не предпринимал никаких попыток занять отведённую ему землю, хотя и оставался в районе Порт-Филлип. К 1839 году Ассоциация Порт-Филлип была выкуплена компанией Дервент, которая продала несколько прав на владение территорией на полуострове Белларин и Индентед-Хед поселенцам, прежде чем прекратила своё существование в 1842 году.
Среди самых ранних известных поселенцев в окрестностях Портарлингтона был бывший мясник Хобарта Генри Бейнтон, который был зарегистрирован там в 1840-х гг. Бейнтон основал службу доставки скота между Портарлингтоном и Тасманией. Считается, что у него был участок под названием Уэстхэм, который, возможно, располагался рядом с заброшенной усадьбой, ныне известной как Ферма Линкольна, с видом на Пойнт-Ричардс. Бейнтон также имел интересы в Коуи-крик (ныне Корио), на другом берегу залива. Бейнтон, возможно, продал всё Джону Брауну, который был владельцем участка в Пойнт-Ричардс в 1847 году. Другие поселенцы, которые, как известно, имели собственность в районе Портарлингтона в 1840-х годах, включают Уильяма Бута, Джеймса Конвея Лэнгдона и Уильяма Хардинга. В 1848 году были введены новые правила землепользования, и в последующие годы владения поселенцев были разделены на более мелкие участки. К началу 1850-х годов эра заселения полуостров Белларин уже миновала.

### Развитие города
Городок Портарлингтон был официально исследован около 1850 года и в то время получил название Дрейтон. Был переименован в Портарлингтон в 1851 году, как сообщается, в честь английского Сэра Генри Беннета, 1-го графа Арлингтона. Однако есть также предположение, кажущееся более вероятным, что из-за количества ранних ирландских поселенцев в этом районе, Портарлингтон был назван в честь одноимённого города в Ирландии (основанного сэром Генри Беннетом в 1666 году). Недавно обследованный городок имел аккуратную планировку, с широкими улицами, облагороженными английскими вязами и соснами.
Первая продажа лотов с участками в городе состоялась 22 октября 1851 года и была описана в газете Geelong Advertiser как «новый городок в Индентед-Хед», и покупатели были уверены, что он быстро станет «важным местом». Первые покупатели были в основном спекулянтами, поэтому, хотя лоты изначально продавались хорошо, мало кто из покупателей развивал свои участки, и город медленно заполнялся.
Мукомольная мельница была открыта в 1857 году. После того как конкурирующая мельница в соседнем Дрисдейле была уничтожена пожаром в 1861 году, Портарлингтон начал развиваться более быстрыми темпами. В то время полуостров Белларин считался житницей колонии Виктории. Владельцы мельницы построили частный причал и начали принимать грузы зерна из Джелонга, а также отгружать производимую муку и отруби. Почтовое отделение открылось 1 марта 1863 года (известное как Порт-Арлингтон примерно до 1866 года, хотя это могло быть ошибкой).
К 1865 году население Портарлингтона перевалило за 200 человек, появилось 2 отеля и кузница. Протестантскими конфессиями, которые были наиболее многочисленными, построена первая в городе церковь в 1866 году. До этого они проводили свои службы на мельнице.
Пирс Портарлингтона был построен в 1859 году после петиции местных фермеров, требовавших доступа к общественному причалу, и он быстро стал важным портом захода для сети пароходов, курсирующих по заливу Порт-Филлип, как для товаров, так и для пассажиров. Буревестник, первое судно, следовавшее по прямому рейсу в Мельбурнский залив Хобсонс-Бей, по сообщениям, к 1866 году вёл оживленную торговлю, доставляя сено, масло, яйца, сыр, картофель, пшеницу, муку, гусей, индеек, птицу, бекон, свинину и свиней, а также возвращаясь с запасами чая, сахара, кофе, вина, пива, спиртных напитков и других коммерческих товаров, Причал был расширен в 1870 году, что позволило судам с мелкой посадкой причаливать на достаточную глубину при любом приливе, и вскоре ежедневно приходили пароходы из Мельбурна. Первым, кто забрал пассажиров и груз, была Despatch в 1872 году. Прямой путь в Мельбурн обеспечивал рынки для больших поставок картофеля и лука из окрестностей Портарлингтона, и вереницы телег, гружённых продуктами, направляющимся в порт, были обычным видом. Время от времени на пристани появлялось до восьми-девяти судов с грузом для Мельбурна, а также пароход. Причал был реконструирован в 1872 году, и к нему были пристроены складские сараи. В 1871 году в Портарлингтоне проживало 343 человека.
Живописная местность Портарлингтона и прекрасные песчаные пляжи привлекали людей из Джелонга и Мельбурна, а регулярное пароходное сообщение обеспечивало прогресс города как популярного морского курорта. Общественная купальня существовала ещё с 1868 года, а её модернизация была произведена в 1877 году. Купание на открытых пляжах было запрещено в первые дни из «уважения к общественным настроениям».
В 1870 году был основан кирпичный завод, производящий помимо кирипичей, черепицу и трубы из высококачественной Портарлингтонской глины для местного использования, но вскоре он начал экспортировать их в Джелонг и Мельбурн. Когда в 1874 году мельница закрылась, кирпичный завод переехал в это здание. Судя по всему, его производство прекратилось во время депрессии 1890-х годов.
Первая государственная школа в Портарлингтоне (№ 1251) открылась в здании Уэслианской Церкви в 1873 году и насчитывала 73 ученика. После спора с церковными властями она была вскоре перенесена в зал трезвости (построен в 1874 году). Постоянное здание школы из красного кирпича, расположенное на нынешнем месте, было официально открыто 27 апреля 1882 года как государственная школа № 2455. Там была колокольня, центральный камин и два больших резервуара для дождевой воды. В 1883 году в вестибюле зала трезвости открылась бесплатная публичная библиотека. Год спустя было открыто богато обставленное здание, специально построенное для библиотеки, а в 1877 году рядом с пристанью был создан дополнительный рынок.
Англиканская церковь была построена в Портарлингтоне в 1883 году, а Пресвитерианская воскресная школа была построена в 1888 году. Строительство католической церкви было завершено в 1895 году, хотя считается, что католическая школа действовала в городе с 1860-х годов, и месса, возможно, ранее проводилась в арендованном зале.
Скачки появились в Портарлингтоне в 1859 году на треке возле мельницы, но не вызывали большого интереса до 1880-х годов, когда к западу от города была создана новая трасса.
Она была огорожена в 1881 году, несмотря на сопротивление местных скотоводов, а в 1883 году был создан Дёрновый клуб Портарлингтона, ежегодное собрание которого проходило в Светлый понедельник. Дорожка шла близко к пляжу, и местами она была по колено в песке. Она считалась самой тяжелой трассой в стране.
Крикетный клуб Портарлингтона был основан в 1872 году, хотя эта игра была популярна в городе уже много лет. Австралийский футбольный клуб появился в 1874 году. Теннисные корты были построены в старом парке в 1896 году.
Постоянный полицейский участок открылся в Портарлингтоне в 1875 году, хотя с 1871 года в городе действовал полицейский патруль. В участке не было ни одной камеры, так что все заключённые должны были быть доставлены в Драйсдейл.
В 1887 году уголок дополнительного рынка был отведен под новое кирпичное почтовое отделение. Портарлингтон пользовался почтовой службой с 1860-х годов, но общественная агитация за более централизованный объект усилилась в течение 1880-х годов. Телеграфная служба появилась в 1882 году. В 1882 году Портарлингтон был описан как исключительно чистый город с множеством магазинов и торговцев, а также ежедневным автобусным сообщением до Джелонга, через Драйсдейл. Железнодорожные услуги были также доступны в Драйсдейле. В это время в городе насчитывалось пять рыбопромышленников.

### С начала двадцатого века

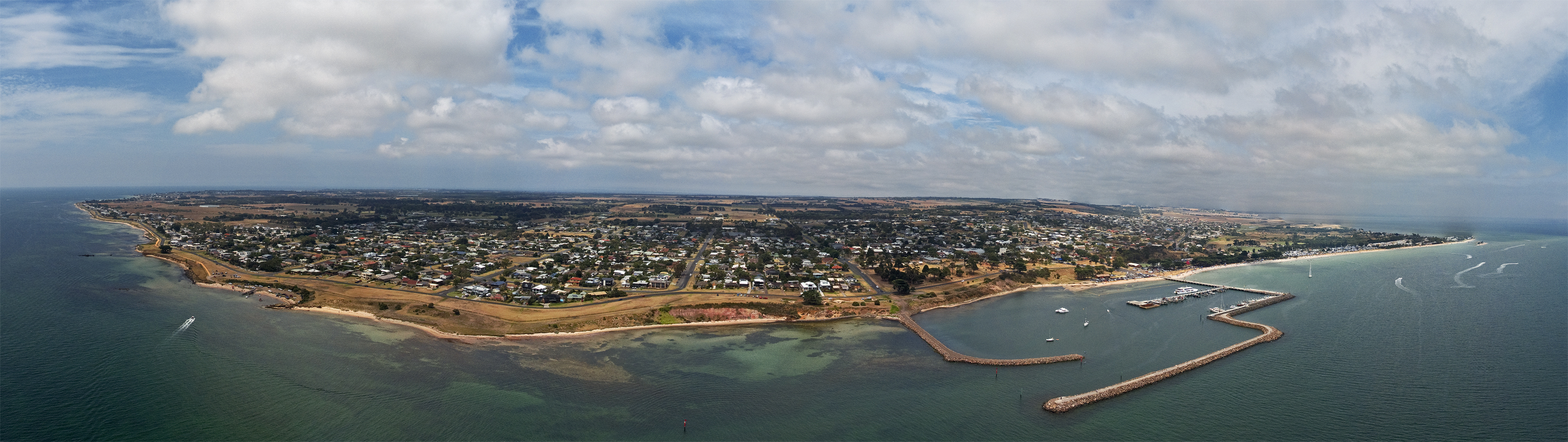
Портарлингтон с высоты полёта, январь 2018

К 1920-м годам растущая популярность автомобилей породила новый приток отдыхающих из Мельбурна и других частей Виктории. По всему городу было создано несколько кемпингов и стоянок для автомобилистов. В летние месяцы число постоянных жителей города во много раз превосходили по численности отдыхающие семьи и туристы. Некоторые семьи возвращались в Портарлингтон из года в год, на протяжении нескольких поколений, некоторые становились владельцами домов для летнего отдыха в этом районе, что стало немаловажным вкладом в социальную и экономическую жизнь города.
В последние годы феномен «переезда к морю» также оказал заметное влияние на город, поскольку все большее число людей покупают недвижимость у моря в связи со сменой образа жизни или для того, чтобы наслаждаться своим выходом на пенсию. Это оказало огромное влияние на цены на недвижимость, а также привело к улучшению сферы услуг и инфраструктуры района.

## Интересные места

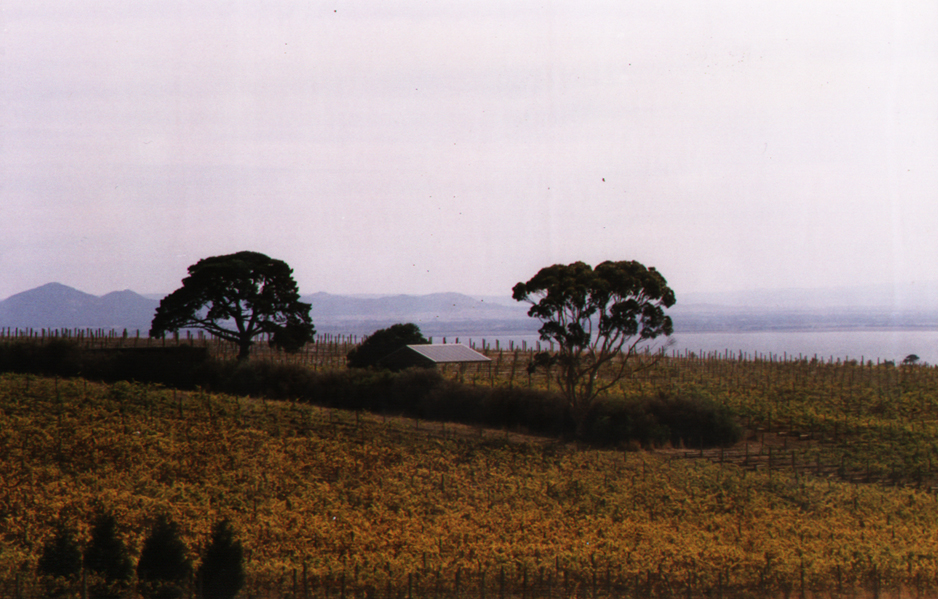
Виноградники на холмах Белларин

- Портарлингтонская мельница является объектом культурного наследия, в котором находится музей. Этот объект внесен в реестр наследия Виктории[3].
- Пирс, центр экономической и рекреационной деятельности в Портарлингтоне.
- Ротонда Портарлингтона, достопримечательность в центре города.
- Высокий парусный корабль Enterprize причаливает к пирсу Портарлингтона в Рождество, фестиваль мидий и кельтский фестиваль (На борту звучала кельтская музыка Ричарда Армстронга)
- Холмы Белларин естественный горизонт Портарлингтона, откуда открывается захватывающий вид на залив, винодельни, оливковые рощи и прочие места.
- Фермы по выращиванию мидий, являются значительной экономической деятельностью в Портарлингтоне.
- Заповедник Пойнт-Ричардс, его Флора и фауна, местная гавань сочетающая местную растительность вокруг диких заболоченных земель на западной окраине города.
- Бесплатная еда, в общественном саду Laneway на улице Фенвик 27-29
- Миниатюрная железная дорога Портарлингтона в Пойнт-Ричардс. Угол бот-Роуд и ПТ-Ричардс-Роудс. Этот популярный клуб проводит поездки на поезде каждое воскресенье в течение всего года, а также по средам во время рождественских школьных каникул. В нём есть киоск, где можно заказать кофе и мороженое. Новые члены всегда приветствуются.

## Фестивали и мероприятия

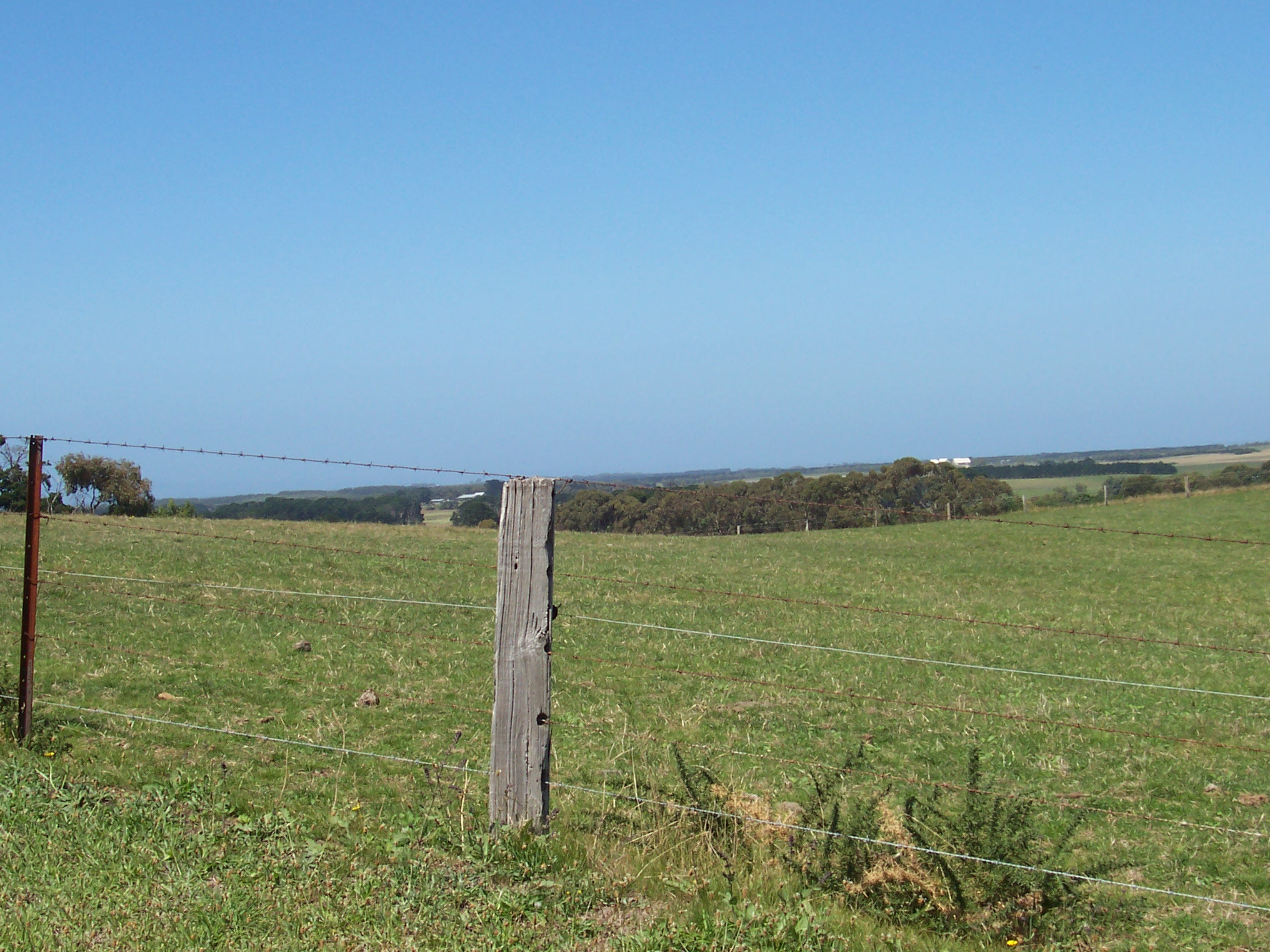
Пейзаж

- Bay Cycling Classic: Portarlington проводит целый день мероприятий серии критериумов мирового класса, проводимых в избранных местах вокруг залива Порт-Филлип в новом году.
- Фестиваль мидий в Портарлингтоне: еда и праздничные мероприятия в Портарлингтоне, «столице мидий в Виктории», в середине января.
- Таршин клуб: Xalata та-Сан-Григор Мальтезе общий сбор традиционно проходит в выходные после дня Австралии в январе.
- Триатлон Портарлингтона: описан как один из лучших курсов в Австралии. Самое старое соревнование Виктории по беговому триатлону проходит в конце лета.
- Сельскохозяйственная выставка Белларин, разнообразные выставки и мероприятия, проводимые ежегодно в марте в заповеднике Портарлингтона.
- Национальный кельтский фестиваль: крупный фестиваль кельтской народной музыки, танцев и культурных мероприятий, проходящий в середине года по всему Портарлингтону.
- Рынок Портарлинга: оживленный рынок, проходящий вокруг Паркс-Холла в Портарлингтоне в первую субботу каждого месяца.
- Карнавал: карнавальные аттракционы и развлечения, расположенные на побережье Портарлингтона во время летнего курортного сезона.

## Транспортное сообщение
- Общественный автобус соединяет Портарлингтон с близлежащим городом Джелонг и другими городами полуострова Белларин.
- Между пирсом Портарлингтон и Мельбурнскими доками курсирует регулярный пассажирский паром.
- От пирса Портарлингтон курсируют бесплатные автобусы до многих виноделен и других объектов размещения в окрестностях.

## Спорт
Портарлингтон поддерживает целый ряд спортивных обществ, объектов и команд, включающие:
- Команду по австралийскому футболу, участвующую в Футбольной Лиге Белларин[4].
- Крикет
- Теннис
- Нетбол
- Игра в боулз
- Гольф